# Eduardo Moacyr Krieger
Eduardo Moacyr Krieger (Cerro Largo, 27 de junho de 1928) é um médico e fisiologista brasileiro. De extração luso-germânica, foi presidente da Academia Brasileira de Ciências (ABC) entre 1993 e 2007, sendo sucedido por Jacob Palis.

## Prêmios
Agraciado, em 2001, com o Prêmio Anísio Teixeira.
Em 2010, foi nomeado vice-presidente do Núcleo de Apoio a Pesquisa Clínica (NAPESQ) do Hospital das Clínicas da Faculdade de Medicina da Universidade de São Paulo (HCFMUSP).